# 野間晴雄
野間 晴雄（のま はるお、1953年 - ）は、日本の地理学者。関西大学文学部教授。2018年11月から人文地理学会会長を務める。専門はアジア地域論、文化地理学、歴史地理学。

## 経歴
1977年京都大学文学部史学科・人文地理学専攻卒業。1979年京都大学大学院文学研究科修士課程修了、奈良大学文学部助手。1983年に滋賀大学教育学部講師、1984年助教授。1993年奈良女子大学文学部助教授、1996年教授。2002年関西大学文学部教授。2005年博士（文学）。

## 主な著書

### 単著
- 『低地の歴史生態システム - 日本の比較稲作社会論』(関西大学出版部） 2009年

### 編著
- 『 文化システムの磁場 - 16～20世紀アジアの交流史』(関西大学出版部） 2010年

### 共編著
- 『地図でみる城下町』（山近博義, 矢野司郎共編著、海青社） 2020年
- 『ジオ・パルNEO = Geo-Pal NEO : 地理学・地域調査便利帖』（香川貴志, 土平博, 河角龍典, 小原丈明共編著、海青社） 2012年

### 共著
- 『大和を歩く - ひとあじちがう歴史地理探訪』(奈良新聞社） 2000年